# Tibouchina riedeliana
Tibouchina riedeliana är en tvåhjärtbladig växtart som beskrevs av Célestin Alfred Cogniaux. Tibouchina riedeliana ingår i släktet Tibouchina och familjen Melastomataceae. Inga underarter finns listade i Catalogue of Life.